# Crataegus schizophylla
Crataegus schizophylla — вид рослин із родини трояндових (Rosaceae).

## Біоморфологічна характеристика
Це кущ заввишки 20–40 дм. Гілочки новорослі гнучкі, голі, 1-річні жовтувато-коричневі, старші сірі; колючки на гілочках ± прямі, 1-річні блискуче чорні, 3–5 см. Листки: ніжки листків 3–7 мм, 12–15% довжини пластини, голі, не залозисті; пластини жовто-зелені, блискучі, від еліптичних до вузько-яйцюватих, 2.5–5 см, часточок по 0 чи 1–3 з боків, краї дрібно зубчасті, верхівка від гострої до тупої, поверхні голі. Суцвіття 5–20-квіткові. Квітки в діаметрі 12–15 мм; чашолистки 3–4 мм; пиляки рожеві. Яблука яскраво-червоні, ± довгасто-зворотно-яйцюваті, 7–9 мм у діаметрі, безволосі; плодових кісточок 1–3. Цвітіння: травень і червень; плодоношення: жовтень.

## Середовище проживання
Ендемік Массачусетса, США. Населяє зарості та береги на піщаному ґрунті; на висотах 10–20 метрів.